# 고등 나들목
고등 나들목(Godeung IC)은 경기도 성남시 수정구 고등동에 설치된 용인서울고속도로의 6번 교차로이다. 용인 방면으로만 진출입이 가능하다. 인근에 청계산과 한국도로공사 (구)본사가 있다.

## 연혁
- 2006년 2월 17일 : 나들목 신설을 위해 성남시 도시계획시설 교통광장에 성남시 수정구 고등동 일원을 고시[1]
- 2009년 7월 1일 : 용인서울고속도로 개통과 함께 통행 개시[2]

## 구조물 정보
- 위치: 경기도 성남시 수정구 고등동

## 접속하는 도로
- 청계산로
- 간접 연결 : 국가지원지방도 제23호선 (대왕판교로, 청계산로 이용)